# Hans Langseth

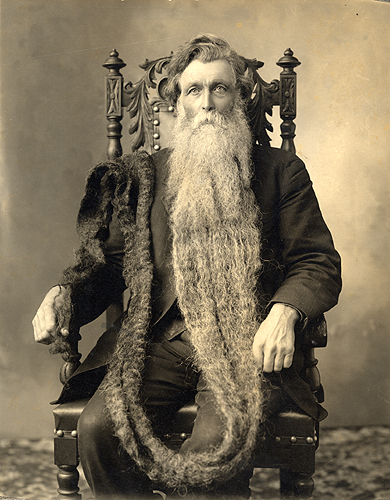
Hans N. Langseth

Hans Nielsen Langseth (* 14. Juli 1846 in Eidsvoll, Norwegen; † 10. November 1927 in Barney, North Dakota, USA) hält den Rekord der längsten gemessenen Haarlänge eines Bartes.

## Leben
Hans Langseth wurde am 14. Juli 1846 als viertes von fünf Kindern von Nils Olsen Langseth und Marthe Gulbrandsen geboren. 1867 wanderte er von Norwegen in die USA aus. 1870 heiratete er Anna Benson und zog mit ihr nach Kensett Township, Worth County, Iowa. Als seine Frau im Alter von 40 Jahren starb, sechs Monate nach der Geburt des jüngsten Kindes Peter, zog er mit seinen Kindern nach Glyndon, Clay County, Minnesota.
Die meiste Zeit seines Lebens arbeitete er als Farmer, reiste aber in seinem späteren Leben mit einem Zirkus durch die USA. Als „King Whiskers“, ein sogenannter Freak, zeigte er sich mit seinem Bart dem zahlenden Publikum. Nach einer Weile war er es leid, dass immer wieder Leute, die die Echtheit seines Bartes anzweifelten, meinten, an diesem ziehen zu müssen.
Im hohen Alter beschloss Langseth seinen Bart abzuschneiden, beließ jedoch einen stattlichen Vollbart von rund 30 Zentimeter Länge sowie zwei Strähnen in voller Länge. Langseth pflegte diese um seinen Körper geschlungen unter einer Weste zu tragen.
Langseth zog ein weiteres Mal um, nach Barney in North Dakota, wo er am 10. November 1927 81-jährig starb. Er wurde an diesem Ort beigesetzt. Seine Familie ließ die Bartsträhnen abschneiden und in eine Truhe verpacken. Die Haarlänge beträgt 5,33 Meter und wurde 1967 der Smithsonian Institution in Washington vermacht. Später wurde Langseths Leichnam auf den Elk Creek Church Cemetery in Kensett, Worth County, Iowa, umgebettet.
Nach Aussagen seiner Enkelin Alma Langseth Richards hatte der Bart seinen Ursprung in einer Wette zwischen Langseth und einem Nachbarn, wer sich von beiden über den Winter den längeren Bart wachsen lassen könne. Langseth gewann die Wette und ließ seinen Bart weiter wachsen.